# Macromitrium standleyi
Macromitrium standleyi là một loài Rêu trong họ Orthotrichaceae. Loài này được E.B. Bartram mô tả khoa học đầu tiên năm 1928.